# Tom Rosenthal (Musiker)

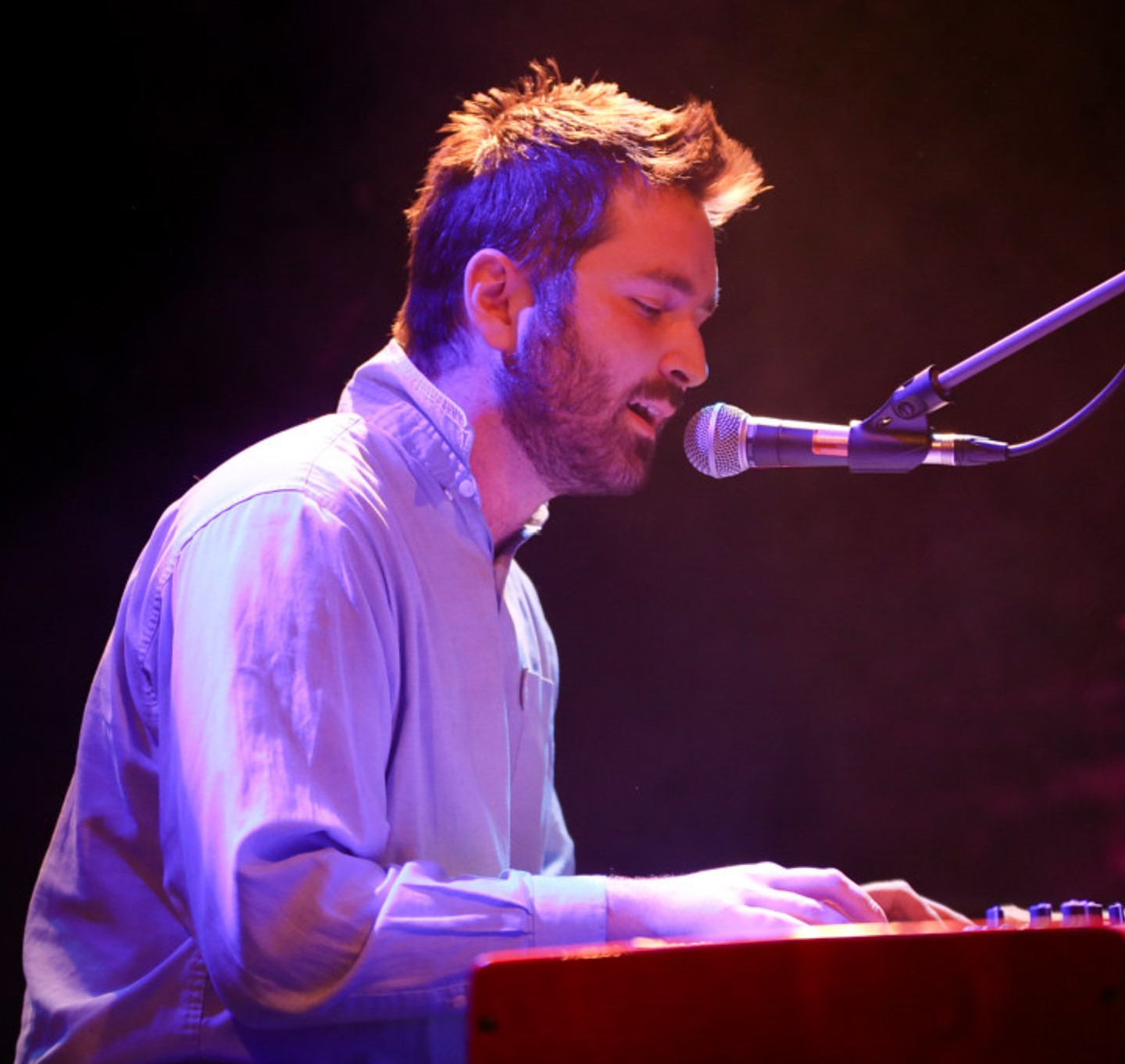
Tom Rosenthal (2015)

Tom Rosenthal (* 26. August 1986 in London) ist ein englischer Komponist und Singer-Songwriter, der in London lebt. Er singt, spielt Klavier und Ukulele, seine bevorzugten Genres sind Indie-Folk und Indie-Pop.

## Biografie
Rosenthal studierte Anthropologie an der Universität Durham. Seine Musik wurde in diversen TV-Shows verwendet, so zum Beispiel in der sechsten Staffel der britischen Fernsehserie Skins – Hautnah mit den Liedern Forgets Slowly, Lights Are on but Nobody’s Home und Take Care sowie in der US-Talkshow Oprah.
Sein Song Go Solo wurde von Til Schweiger als Soundtrack für den Film Honig im Kopf ausgewählt, ebenso dient er in der Serie Ein unerwarteter Tag im Radsport: Das Movistar Team hautnah als Titelsong. Des Weiteren wird der Song in vielen Werbespots verwendet, so zum Beispiel für den Renault Zoe oder Femibion.
Rosenthals Debütalbum Keep a Private Room Behind the Shop (2011) wurde von der BBC zum besten britischen Album des Jahres erklärt. Die Alben Bolu und Fenn wurden nach seinen zwei Kindern benannt.
Seit 2019 ist er auch live auf Konzerten zu hören, das erste fand in der St Pancras Old Church in London statt. Anschließend ging er auf eine Europatournee.
2020 erhielt der Coversong Home von Rosenthal internationales Aufsehen. Er veröffentlicht diesen und weitere Cover seitdem unter dem Pseudonym Edith Whiskers.
Zurzeit lebt er mit Bella Pace und seinen Kindern in London.

## Diskografie

### Alben
- 2011: Keep a Private Room Behind the Shop
- 2013: B-Sides
- 2013: Who’s That in the Fog?
- 2015: Bolu
- 2016: The Pleasant Trees (Volumes 1, 2, & 3)
- 2017: Fenn
- 2018: Don’t Die Curious
- 2018: Z-Sides
- 2021: Denis Was a Bird
- 2023: Zz-Sides

### EPs
- 2014: The Pleasant Trees
- 2015: The Pleasant Trees Vol. 2
- 2016: The Pleasant Trees Vol. 3
- 2018: Don’t Die Curious

### Singles (Auswahl)
- 2014: Go Solo
- 2018: Lights Are On (UK: Silber)
- 2020: Home (als Edith Whiskers)

## Auszeichnungen für Musikverkäufe
| Goldene Schallplatte - Frankreich - 2023: für das Lied It’s Ok - Italien - 2023: für die Single Home |

Anmerkung: Auszeichnungen in Ländern aus den Charttabellen bzw. Chartboxen sind in ebendiesen zu finden.
| Land/RegionAuszeichnungen für Musikverkäufe (Land/Region, Auszeichnungen, Verkäufe, Quellen) | Silber  | Gold     | Platin  | Verkäufe | Quellen           |
| -------------------------------------------------------------------------------------------- | ------- | -------- | ------- | -------- | ----------------- |
| Deutschland (BVMI)                                                                           | —       | —        | Platin1 | 400.000  | musikindustrie.de |
| Frankreich (SNEP)                                                                            | —       | Gold1    | —       | 100.000  | snepmusique.com   |
| Italien (FIMI)                                                                               | —       | Gold1    | —       | 50.000   | fimi.it           |
| Vereinigtes Königreich (BPI)                                                                 | Silber1 | —        | —       | 200.000  | bpi.co.uk         |
| Insgesamt                                                                                    | Silber1 | 2× Gold2 | Platin1 |          |                   |